# 空潛-200
空潛-200（高新6號）是中國人民解放軍海軍使用的四引擎渦輪螺旋槳反潛巡邏機。它由陝西飛機公司製造，機身基於运-8，配備渦槳-6C渦輪螺旋槳發動機，每個螺旋槳有六個葉片。
前兩架原型機於2011年11月在陝西飛機工廠機場首次亮相，於2015年開始量產。「高新6號」機重60噸，翼展38米，巡航速度為660公里/小時，最大航程超過4000公里，滯空時間可達12小時，具有完全加壓的機艙、裝有搜索雷達的球狀天線罩和獨特的磁異常探測器(MAD) 。前機身下方安裝了一個額外的光電轉塔，其中裝有前視紅外線 (FLIR) 攝影機、CCD/電視攝影機和雷射測距儀。大型聲呐浮標艙最多可裝載 100 枚聲呐浮標，具有四個用於部署聲納浮標（SQ-4和SQ-5）的開口以及用於攜帶深水炸弹和反潛魚雷的貨艙。
2023年，「高新6號」反潜機已經正式在海軍中形成戰鬥力。2024年2月，央视披露空潜-200内部舱室镜头。